# フェラーリ・FXX K
フェラーリ・FXX K（フェラーリ エフエックスエックス ケイ）とは、イタリアの自動車メーカー、フェラーリの顧客向けレース部門である「コルセ・クリエンティ」が開発したサーキット走行専用車。公道走行はできない。

## 概要
2014年12月に、アブダビのヤス・マリーナ・サーキットで開催されたフィナーリ・モンディアーリのパドックエリア内において、パドックパスを保有している顧客と報道関係者に対して正式に発表した。なお当日には画像が各国のメディア向けに配信されたほか、翌々日にはサーキット内を走行した。またこれに先立ちコルセ・クリエンティにより、購入の予約をした、もしくは購入意向を示している一部の顧客にのみ発表されている。
ラ フェラーリをベースに「FXX」の事実上の後継車種として開発された。「K」は、車両に搭載された運動エネルギー回生システム (HY-KERS)から取られたもの。
エンジンはラ・フェラーリの6,262cc自然吸気65度V型12気筒エンジンをベースに、最高出力860PS/9200rpm、最大トルク720Nm/6500rpmにパワーアップし、HY-KERSシステムで140kW (190PS)をアシストし、全体で1,050PS, 900Nmを発生する。
ピレリ製の専用の19インチ・スリックタイヤと、ブレンボ製の専用の大径カーボンセラミックコンポジット・ディスクブレーキを搭載している。公道では走行することができない。また、価格は非公開である。

## 「EVO」バージョン

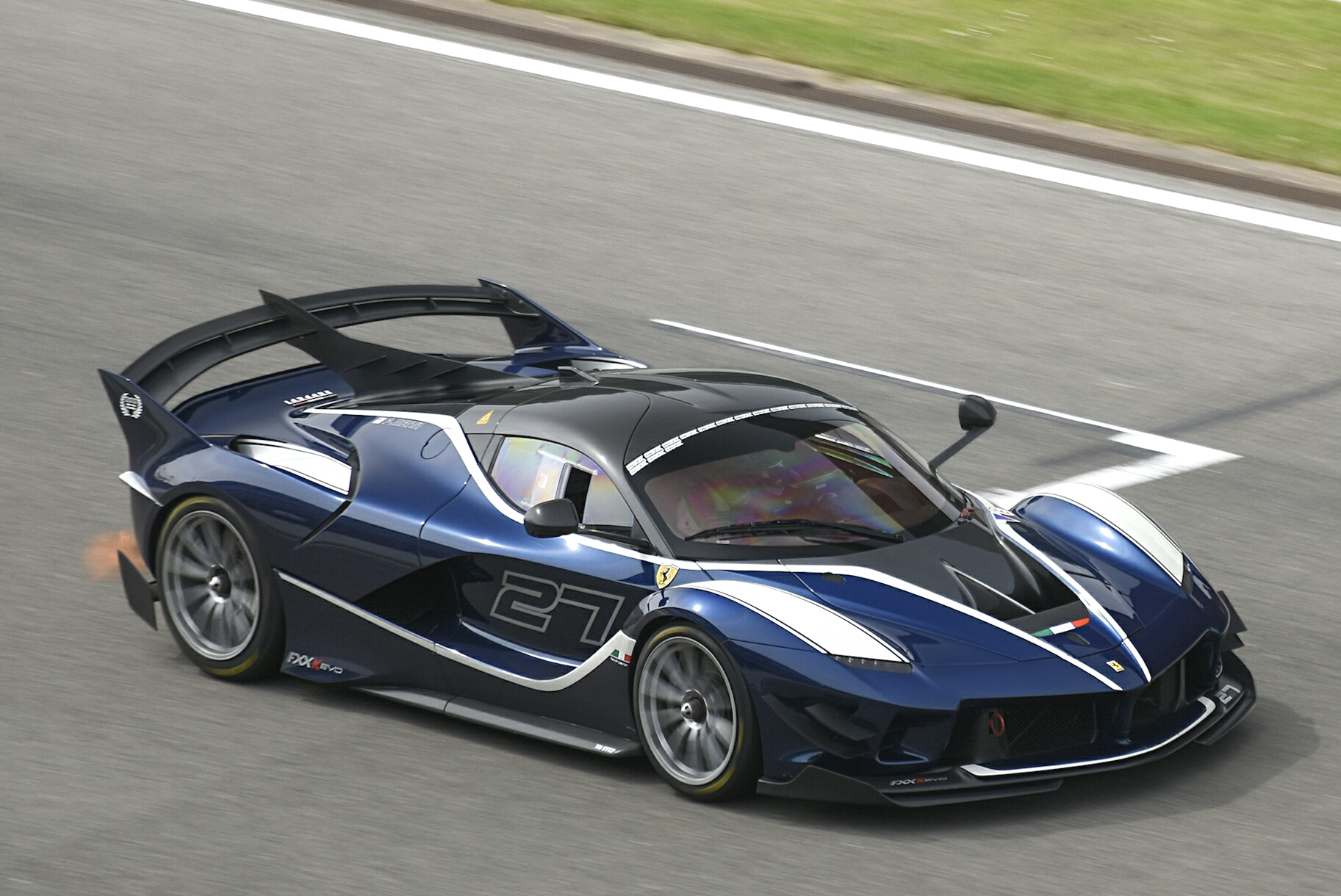
FXX K EVO

2017年10月29日に、フィレンツェの「スタツィオーネ・レオポルダ」で行われたフィナーリ・モンディアーリのガラディナー会場において、カナード追加とリアウイング形状変更により空力特性が改善された「EVO」バージョンが招待客限定で公開された（これに先んじて、フィナーリ・モンディアーリが行われたムジェロ・サーキット内の特設ルームで、「FXX K」オーナーをはじめとしたXXプログラムの顧客に向けたシークレット・プレビューが行われている）。
なお、同バージョンは既存のモデルへのパーツ取り付けというかたちで提供されるほか、最初からパーツが組まれたかたちでの新規車輌の生産も若干数行われると発表されている。

## 限定生産
「コルセ・クリエンティ」が開発、販売した過去のサーキット走行専用車の「FXX」や「599XX」、「F1クリエンティ」の既存顧客、「フェラーリ・チャレンジ」にシーズン参戦しているドライバーを中心とした、世界中でもごく限られた顧客のみに対して32台のみが販売され（日本への割り当ては5台）、2015年より納入されている。